# Kamonyi (periodiskt vattendrag i Burundi)
Kamonyi är ett periodiskt vattendrag i Burundi.   Det ligger i provinsen Cankuzo, i den nordöstra delen av landet, 150 kilometer öster om huvudstaden Bujumbura.
I omgivningarna runt Kamonyi växer huvudsakligen savannskog. Runt Kamonyi är det ganska tätbefolkat, med 144 invånare per kvadratkilometer.